# Else M. Barth
Else Margarete Barth (Strinda, 3 de agosto de 1928-Groningen, 6 de enero de 2015) fue una filósofa noruega. Fue profesora de filosofía analítica en la Universidad de Groningen. Fue miembro de la Academia Noruega de Ciencias y Letras. Fue elegida miembro de la Real Academia de las Artes y las Ciencias de los Países Bajos en 1978.

## Biografía
Fue profesora de filosofía analítica en la Universidad de Groningen, desde 1977 hasta 1993. Hizo importantes contribuciones a la lógica empírica, al estudio de la argumentación y a la filosofía feminista.
En Noruega era más conocidapor su estudio de la ideología idiosincrásica de Vidkun Quisling, el "universismo".El libro sobre este tema se amplió y se publicó en inglés como A Nazi Interior: Quisling's Hidden Philosophy.
Murió en Groningen en enero de 2015.

## Publicaciones seleccionadas
- La lógica de los artículos de la filosofía tradicional (1974)
- Del axioma al diálogo (con Erik Krabbe, 1982)
- Problemas, funciones y roles semánticos (con Rob Wiche, 1986)
- Lógica y cultura política (ed. con E.C.W. Krabbe, 1992)
- Mujeres filósofas: Una bibliografía de libros (1992)
- Un interior nazi: La filosofía oculta de Quisling (2003)
- Feministische mannen. Nederland in de schaduw van Scandinavië (Feminist Men. Los Países Bajos a la sombra de Escandinavia, con Henk Misset, 201[5]